# Robert Kinninmundt
Robert Kinninmundt, född 12 mars 1647 i Stockholm, död 13 november 1720, var en svensk ämbetsman.

## Biografi
Robert Kinninmundt föddes 1647 i Stockholm. Han var son till handelsmannen Hans Kinninmundt och Barbro Nyman. Kinninmundt blev i februari 1659 student vid Uppsala universitet och hösten 1660 vid Kungliga Akademien i Åbo. Han disputerade 6 december 1662 och blev student vid Uppsala universitet 1663. Från juli 1671 var han studiehandledare hos Fredrik Stenbock. Kinninmundt blev 1674 hovjunkare hos greve Bengt Oxenstierna på ambassaden i Wien. Han blev 8 juni 1678 notarie i kammarkollegium och 17 februari 1680 referendarie därstädes. Kinninmundt adlades under namnet Kinninmundt 7 december 1680 och introducerades 10 december samma år som nummer 971. Den 23 maj 1683 blev han sekreterare i bergskollegium och 20 december 1690 assessor vid bergskollegium. Han blev 26 juni 1713 bergsråd. Kinninmundt avled 1720.

### Familj
Kinninmundt gifte sig första gången i februari 1680 med Catharina Sofia Eldstierna (1661–1689). Hon var dotter till landshövdingen Lars Eldstierna och Catharina Standorph. De fick tillsammans barnen löjtnanten Lars Kinninmundt (1680–1722), Hans Kinninmundt (1680–1681), Hans Robert Kinninmundt (1681–1695), Barbara Christina Kinninmundt (1683–1743) som var gift kyrkoherden Zacharias Esberg i Uddevalla församling, Catharina Brita Kinninmundt (1685–1737) som var gift med majoren Johan Prytz och Patrik Tomas Kinninmundt (1689–1690).
Kinninmund gifte sig andra gången 8 maj 1690 med Anna Christina Berentsdotter (död 1723). Hon var dotter till assessorn Berent Caspersson. De fick tillsammans barnen kaptenen Peter Bernt Kinninmundt (1691–1733), Carl Gustaf Kinninmundt (1693–1694), assessorn Johan Kinninmundt (1696–1738), Anna Sofia Kinninmundt (1697–1758) som var gift med bergmästaren Torbern Bellander, Eva Beata Kinninmundt (1698–1747) som var gift med häradhövdingen Peter Berger och Robert Kinninmundt (1700–1700).